# Kazuyuki Fujita
Kazuyuki Fujita (藤田 和之 Fujita Kazuyuki?) (16 de octubre de 1970) es un artista marcial mixto y luchador profesional japonés. Es conocido por su trabajo en New Japan Pro Wrestling, PRIDE Fighting Championships y K-1.
Aprendiz de Antonio Inoki, Fujita es considerado su máximo heredero en los cuadriláteros de MMA, y es mundialmente famoso por su dureza y capacidad para encajar castigos extremos. Se ha enfrentado a varios de los mejores luchadores de artes marciales mixtas del mundo, y cuenta con victorias sobre nombres como Mark Kerr, Ken Shamrock y Gilbert Yvel.

## Primeros años
Fujita empezó a su experiencia en los deportes de combate practicando lucha libre olímpica en la escuela secundaria. Llegó a participar en los FILA World Championships en 1988, alcanzando el sexto puesto, y en la división Espor de 1989, alcanzando el undécimo. Años después, mientras estudiaba en la universidad de Nihon, participó en los Asian Championships y representó a Japón en la World Cup de 1993. Junto a todo ello, Kazuyuki se coronó campeón nacional de lucha grecorromana. Su historial de victorias fue tal que sólo falló por un punto en la admisión del equipo olímpico de Japón. Fue ese mismo año en que empezó a entrenar en la empresa de lucha libre profesional New Japan Pro Wrestling, pero su debut debió esperar hasta 1996 por sus competiciones en lucha amateur.

## Carrera como luchador profesional

### New Japan Pro Wrestling (1996-2005)
El 22 de noviembre de 1996, Fujita debutó en NJPW, perdiendo ante Black Cat. Como era habitual en los novatos de la promoción, sus primeras luchas fueron derrotas ante luchadores establecidos, contándose entre ellos Shinjiro Otani, Yutaka Yoshie y Yuji Nagata, y no obtuvo su primera victoria hasta diciembre. Su carrera pasó sin novedad hasta 1999, año en el que obtuvo un momento de gloria al competir con Kensuke Sasaki en la G1 Tag League 1999. Tres meses después, gracias a los contactos del director Antonio Inoki, Fujita tuvo su primera lucha de artes marciales mixtas, tras lo que empezó a alternar entre ellas y lucha libre.
En abril de 2001, Fujita recibió una oportunidad por el IWGP Heavyweight Championship ante Scott Norton, que aprovechó venciéndole y ganando el título. Lo retuvo durante meses, hasta que debió dejarlo vacante en enero de 2002 por una lesión.

## Carrera como artista marcial mixto
En enero de 2000, Kazuyuki hizo una pausa en su carrera en NJPW y comenzó a entrenar en artes marciales mixtas bajo la tutela de Antonio Inoki, así como de Satoru Sayama y del veterano lutador Marco Ruas en Estados Unidos. Su habilidad natural se hizo notable, y pronto Fujita fue estipulado para participar en el torneo Grand Prix 2000 de PRIDE Fighting Championships. Su primer oponente sería el veterano de Fighting Network RINGS Hans Nijman, al que Fujita venció con facilidad, tras lo que viajó a Estados Unidos de nuevo para competir en el evento Extreme Shootout. A su retorno a Japón, Fujita sería emparejado para la segunda ronda del torneo de PRIDE con el legendario Mark Kerr, luchador americano superior en casi 20 kilos y considerado el mejor pesado del mundo en el momento. Tales condiciones dieron lugar a uno de los combates más recordados de PRIDE.
Fujita abrió el combate intercambiando golpes con Kerr, antes de que el estadounidense ejecutara un fulminante derribo y controlara a Kazuyuki. Kerr rápidamente lanzó una dura serie de puñetazos a la cara y el cuerpo desde la guardia de Fujita, seguidos de una serie de rodillazos a la cabeza cuando Fujita empezaba a ponerse en pie, pero el aprendiz de Inoki se mantenía imperturbable y parecía que ninguno de los ataques de Kerr le había afectado. De vuelta al terreno vertical, Kerr intentó derribar de nuevo a Fujita, pero éste bloqueó sus intentos con la misma firmeza y contraatacó con golpes y puñetazos, desplazándose de una punta a otra del cuadrilátero en un encarnizado forcejeo. Con el paso de los minutos Kerr empezó a cansarse, mientras que Fujita hacía alarde de una resistencia física muy superior y no acusaba señas de fatiga ni del anterior daño. Entonces, viendo que su oponente se debilitaba, Kazuyuki aprovechó la oportunidad y derribó a Mark, capturando su espalda y procediendo a lanzar múltiples rodillazos y golpes. El estadounidense no pudo más que cubrirse la cabeza mientras los ataques del japonés caían sobre él durante largos minutos, y por fin, el árbitro detuvo el combate para conceder la decisión a Fujita.
La victoria de Fujita, rompiendo la racha de 13 victorias de Kerr y todas las predicciones sobre el resultado del combate, supuso un salto a la fama internacional para él y le ganó el apodo de "Ironhead" ("Cabeza de Hierro") en honor a la gran dureza que había demostrado, de la misma manera en que su compatriota Kazushi Sakuraba vencía a Royce Gracie unas horas después para convertirse en el famoso "Gracie Hunter". Fujita avanzó a la siguiente ronda del torneo, donde se enfrentaría al veterano Mark Coleman, pero el equipo de Fujita arrojó la toalla al empezar el combate en acuerdo con él para no arriesgar más su condición física.
En diciembre de 2001, Fujita se enfrentó a Karam Gaber en el evento de K-1 Dynamite!! de fin de año. Gaber, medallista olímpico de oro en lucha libre, era conocido por sus tremendamente dominantes actuaciones en los Juegos Olímpicos, y había rechazado un contrato de desarrollo con la World Wrestling Entertainment dos meses antes a fin de hacer su debut en las MMA; así mismo, contaba con la ventaja de ser mucho más alto y 10 años más joven que Fujita. Aunque Gaber mostró habilidad para el golpeo y llegó a acorralar a Kazuyuki mediante empujones, éste finalizó a su oponente con un sólido puñetazo poco más de un minuto.

## En lucha
- Movimientos finales
  - Murder Backdrop[1] (Bridging belly to back suplex)
  - Beast Bomb[3] (Falling powerbomb)
  - Knee strike a la cara del oponente[1][2]
  - Running punt kick a la cabeza del oponente[1][2]
  - Sleeper hold[1][2]

- Movimientos de firma
  - Drill A Hole Piledriver (Cross-arm sitout belly to back piledriver)[3]
  - Cross armbar[4]
  - Double leg slam
  - Guillotine choke[4]
  - Heel hook[1]
  - Jumping sole kick a la cara del oponente
  - Kimura lock
  - Knee strike
  - Reverse figure four leglock[5]
  - Spinebuster
  - Standing arm triangle choke
  - Standing powerbomb[1]
  - Super hurricanrana
  - Vertical suplex slam

- Apodos
  - "Ol' Iron Head"[1]
  - "The Real Beast"[1] - proclamado tras derrotar a Bob "The Beast" Sapp
  - "The Last Sucessor of the Inoki-ism"[1]

## Campeonatos y logros
- Inoki Genome Federation
  - IGF Championship (1 vez)

- New Japan Pro Wrestling
  - IWGP Heavyweight Championship (3 veces)
  - Mejor lucha (2005) contra Masahiro Chono el 14 de agosto

- Pro Wrestling NOAH
  - GHC Heavyweight Championship (1 vez)
  - GHC National Championship (1 vez)

- Tokyo Sports Grand Prix
  - Principiante del año (1997)
  - Lucha del año (2001) contra Yuji Nagata el 6 de junio

## Récord en artes marciales mixtas
| Récord profesional | Récord profesional | Récord profesional |
| 32 peleas          | 18 victorias       | 14 derrotas        |
| ------------------ | ------------------ | ------------------ |
| Nocaut             | 9                  | 8                  |
| Sumisión           | 7                  | 2                  |
| Decisión           | 2                  | 4                  |

| Resultado | Récord | Oponente           | Método                                | Evento                                 | Fecha                   | Ronda       | Tiempo      | Localización                   | Notas                   |
| --------- | ------ | ------------------ | ------------------------------------- | -------------------------------------- | ----------------------- | ----------- | ----------- | ------------------------------ | ----------------------- |
| Derrota   | 15-10  | Satoshi Ishii      | Decisión (unánime)                    | Inoki Bom-Ba-Ye 2013                   | 31 de diciembre de 2013 | 3           | 5:00        | Tokio, Japón                   | Por el IGF Championship |
| Derrota   | 15-9   | Alistair Overeem   | KO (rodillazo)                        | Dynamite!! 2009                        | 31 de diciembre de 2009 | 1           | 1:15        | Saitama, Japón                 |                         |
| Derrota   | 15-8   | Blagoi Ivanov      | Decisión (dividida)                   | World Victory Road Presents: Sengoku 9 | 2 de agosto de 2009     | 3           | 5:00        | Saitama, Japón                 |                         |
| Derrota   | 15-7   | Travis Wiuff       | KO (puñetazos)                        | World Victory Road Presents: Sengoku 3 | 8 de junio de 2008      | 1           | 1:24        | Saitama, Japón                 |                         |
| Victoria  | 15-6   | Peter Graham       | Sumisión (north/south choke)          | World Victory Road Presents: Sengoku 1 | 5 de marzo de 2008      | 1           | 1:23        | Tokio, Japón                   |                         |
| Derrota   | 14-6   | Jeff Monson        | Sumisión (rear naked choke)           | PRIDE 34                               | 8 de abril de 2007      | 1           | 6:37        | Saitama, Japón                 |                         |
| Victoria  | 14-5   | Eldar Kurtanidze   | Sumisión (puñetazos)                  | PRIDE Shockwave 2006                   | 31 de diciembre de 2006 | 1           | 2:09        | Saitama, Japón                 |                         |
| Derrota   | 13-5   | Wanderlei Silva    | TKO (puñetazos)                       | PRIDE Critical Countdown Absolute      | 1 de julio de 2006      | 1           | 9:21        | Saitama, Japón                 |                         |
| Victoria  | 13-4   | James Thompson     | KO (puñetazo)                         | PRIDE Total Elimination Absolute       | 5 de mayo de 2006       | 1           | 8:25        | Osaka, Japón                   |                         |
| Victoria  | 12-4   | Karam Gaber        | KO (puñetazo)                         | K-1 - Premium 2004 Dynamite!!          | 31 de diciembre de 2004 | 1           | 1:07        | Osaka, Japón                   |                         |
| Victoria  | 11-4   | Bob Sapp           | Sumisión (patadas)                    | K-1 MMA ROMANEX                        | 22 de mayo de 2004      | 1           | 2:15        | Saitama, Japón                 |                         |
| Victoria  | 10-4   | Imamu Mayfield     | Sumisión técnica (arm triangle choke) | Inoki Bom-Ba-Ye 2003 - Inoki Festival  | 31 de diciembre de 2003 | 2           | 2:15        | Kobe, Hyogo, Japón             |                         |
| Derrota   | 9-4    | Fedor Emelianenko  | Sumisión (rear naked choke)           | PRIDE 26                               | 8 de junio de 2003      | 1           | 4:17        | Yokohama, Kanagawa, Japón      |                         |
| Victoria  | 9-3    | Manabu Nakanishi   | TKO (puñetazos)                       | NJPW Ultimate Crush                    | 2 de mayo de 2003       | 3           | 1:19        | Tokio, Japón                   |                         |
| Derrota   | 8-3    | Mirko Filipovic    | Decisión (unánime)                    | Inoki Bom-Ba-Ye 2002 - K-1 vs Inoki    | 19 de agosto de 2001    | 3           | 5:00        | Saitama, Japón                 |                         |
| Victoria  | 8-2    | Tadao Yasuda       | Sumisión (arm triangle choke)         | UFO Legend                             | 8 de agosto de 2002     | 1           | 2:46        | Tokio, Japón                   |                         |
| Derrota   | 7-2    | Mirko Filipovic    | TKO (corte)                           | K-1 Andy Memorial 2001 Japan GP Final  | 19 de agosto de 2001    | 1           | 0:39        | Saitama, Japón                 |                         |
| Victoria  | 7-1    | Yoshihiro Takayama | Sumisión (arm triangle choke)         | PRIDE 14                               | 27 de marzo de 2001     | 2           | 3:10        | Yokohama, Kanagawa, Japón      |                         |
| Victoria  | 6-1    | Gilbert Yvel       | Decisión (unánime)                    | PRIDE 12                               | 23 de diciembre de 2000 | 2           | 5:00        | Saitama, Japón                 |                         |
| Victoria  | 5-1    | Ken Shamrock       | TKO (parada del esquinero)            | PRIDE 10                               | 27 de agosto de 2000    | 1           | 6:46        | Tokorozawa, Saitama, Japón     |                         |
| Derrota   | 4-1    | Mark Coleman       | TKO (parada del esquinero)            | PRIDE Grand Prix 2000 Finals           | 1 de mayo de 2000       | 1           | 0:02        | Tokio, Japón                   |                         |
| Victoria  | 4-0    | Mark Kerr          | Decisión (unánime)                    | PRIDE Grand Prix 2000 Finals           | 1 de mayo de 2000       | 1           | 15:00       | Tokio, Japón                   |                         |
| Victoria  | 3-0    | Will Childs        | Sumisión (rear naked choke)           | Extreme Shootout - The Underworld      | 1 de abril de 2000      | Desconocido | Desconocido | Killeen, Texas, Estados Unidos |                         |
| Victoria  | 2-0    | Dan Chase          | KO (puñetazo)                         | Extreme Shootout - The Underworld      | 1 de abril de 2000      | Desconocido | Desconocido | Killeen, Texas, Estados Unidos |                         |
| Victoria  | 1-0    | Hans Nijman        | Sumisión (neck crank)                 | PRIDE Grand Prix 2000 Opening Round    | 30 de enero de 2000     | 1           | 2:48        | Tokio, Japón                   |                         |

## Filmografía
| Título                     | Papel                 | Año  |
| DiGi Charat: Hoshi no Tabi | Padre de Dejiko (voz) | 2001 |